# Copa Constitució 2023
La Copa Constitució 2023 va ser la 31a edició de la Copa d'Andorra de futbol. El torneig va començar en 15 de gener i va finalitzar en maig del 2023. El campió del torneig es va assegurar un lloc en la fase preliminar de la Lliga Europa Conferència de 2023-24.

## Equips participants
A aquesta edició hi participaren els vuit equips de Primera divisió d'Andorra i els sis de Segona Divisió.
| Primera Divisió         | Segona Divisió     |
| ----------------------- | ------------------ |
| Atlètic Club d'Escaldes | CF Atlètic Amèrica |
| UE Engordany            | CE Carroi          |
| Inter d'Escaldes        | FC Encamp          |
| FC Ordino               | FS La Massana      |
| Penya Encarnada         | Pas de la Casa     |
| UE Sant Julià           | FC Rànger's        |
| FC Santa Coloma         |                    |
| UE Santa Coloma         |                    |

## Format
| Ronda           | Data          | Nº Partits | Equips |
| --------------- | ------------- | ---------- | ------ |
| Primera Ronda   | 15 de gener   | 6          | 12     |
| Quarts de Final | A definir     | 4          | 8      |
| Semifinals      | A definir     | 2          | 4      |
| Final           | Maig del 2023 | 1          | 2      |

## Primera ronda
| CF Atlètic Amèrica | 3-0 | UE Engordany |
| ------------------ | --- | ------------ |
|                    |     |              |

 Centre d'entrenament de la FAF
(Santa Coloma)        
| FC Santa Coloma | 3-2 | CE Carroi |
| --------------- | --- | --------- |
|                 |     |           |

 Centre d'entrenament La Massana
(La Massana)        
| UE Sant Julià | 4-2 | FC Encamp |
| ------------- | --- | --------- |
|               |     |           |

 Centre d'entrenament de la FAF
(Santa Coloma)        
| UE Santa Coloma | 0-2 | Inter d'Escaldes |
| --------------- | --- | ---------------- |
|                 |     |                  |

 Centre d'entrenament La Massana
(La Massana)        
| Atlètic Club d'Escaldes | 0-3 | Pas de la Casa |
| ----------------------- | --- | -------------- |
|                         |     |                |

 Centre d'entrenament de la FAF
(Santa Coloma)        
| FS La Massana | 0-4 | Penya Encarnada |
| ------------- | --- | --------------- |
|               |     |                 |

 Centre d'entrenament La Massana
(La Massana)        

## Quarts de final
| UE Sant Julià | 0-3 | Inter d'Escaldes |
| ------------- | --- | ---------------- |
|               |     |                  |

 Centre d'entrenament de la FAF
(Santa Coloma)        
| CF Atlètic Amèrica | 0-3 | FC Santa Coloma |
| ------------------ | --- | --------------- |
|                    |     |                 |

 Centre d'entrenament de la FAF
(Santa Coloma)        
| FC Ordino | 2-0 | Penya Encarnada |
| --------- | --- | --------------- |
|           |     |                 |

 Centre d'entrenament La Massana
(La Massana)        
| FC Rànger's | 0-3 | Pas de la Casa |
| ----------- | --- | -------------- |
|             |     |                |

 Centre d'entrenament de la FAF
(Santa Coloma)        

## Semifinals
| Pas de la Casa | 0-4 | FC Santa Coloma |
| -------------- | --- | --------------- |
|                |     |                 |

 Centre d'entrenament de la FAF
(Santa Coloma)        
| FC Ordino       | 1-1 | Inter d'Escaldes |
| --------------- | --- | ---------------- |
|                 |     |                  |
| Tanda de penals |     |                  |
|                 | 3-4 |                  |

 Centre d'entrenament de la FAF
(Santa Coloma)        

## Final
| FC Santa Coloma | 1–2    | Inter Club d'Escaldes     |
| --------------- | ------ | ------------------------- |
| Gila 34'        | Report | Berlanga 70' · Sascha 89' |